# 藤原乙刀自
藤原 乙刀自（ふじわら の おととじ、生没年不明 ）は、奈良時代後期の女官。姓は朝臣。位階は従四位下。

## 記録
淳仁朝の天平宝字7年（763年）に、広川女王・藤原今児・藤原人数らとともに無位から従五位下に叙せられている。その後、正五位下に昇進し、称徳朝の天平神護元年（765年）、藤原仲麻呂の乱の論功行賞で、女帝の乳母の一人である竹乙女とともに従四位下に昇叙されている。

## 官歴
『続日本紀』による。
- 天平宝字7年（763年）正月9日：従五位下
- 時期不詳：正五位下
- 天平神護元年（765年）正月7日：従四位下